# Matang Arongan
Matang Arongan is een bestuurslaag in het regentschap Aceh Utara van de provincie Atjeh, Indonesië. Matang Arongan telt 332 inwoners (volkstelling 2010).